# Marantochloa mildbraedii
Marantochloa mildbraedii är en strimbladsväxtart som beskrevs av Jean Koechlin. Marantochloa mildbraedii ingår i släktet Marantochloa och familjen strimbladsväxter. IUCN kategoriserar arten globalt som starkt hotad. Inga underarter finns listade.